# アンダンテとフィナーレ (チャイコフスキー)
『アンダンテとフィナーレ』（Andante & Finale）作品79は、ピョートル・チャイコフスキーが放棄した交響曲のスケッチをもとにセルゲイ・タネーエフが補筆し、再構成を行なった、ピアノと管弦楽のための協奏的作品。こんにち滅多に演奏・録音されることはないが、単一楽章の『ピアノ協奏曲第3番』に続けて演奏すると、通常の3楽章形式の協奏曲（各14分、9分、7分で計約30分）になるように考慮されている。

## 補筆の背景
『アンダンテとフィナーレ』は、『交響曲変ホ長調』の草稿のうち、緩徐楽章と終楽章の部分に基づいている。この未完成交響曲に、チャイコフスキーは1892年に着手するもやがて放棄した。そしてその草稿を転用して、フランスのピアニスト、ルイ・ディエメに完成を約束していたピアノ協奏曲を書き上げることにした。したがって、未完成交響曲の緩徐楽章が協奏曲の第2楽章、終楽章がそのまま終楽章に引き継がれるはずであり、1893年5月から7月の間に、改作の作業に着手された。だがチャイコフスキーは第1楽章の改作を終えると、秋にそのオーケストレーションを進めた上で、単一楽章の『演奏会用アレグロ』として完成させた。
しかし、チャイコフスキーはそのような明白な意図にもかかわらず、『演奏会用アレグロ』（これが後にユルゲンソン社によって『ピアノ協奏曲第3番』として出版されることになった）の最終ページに「第1楽章終わり」と記入した。この語句は、単にチャイコフスキーの側の見落としで抹消されなかったのではないのか? 実のところチャイコフスキーは心変わりをして、先を続けることに決めたのか? 万一ディエメが標準の長さの協奏曲形式を由とした場合に備えて、残りの2楽章を続けることも考えていたのか? いずれにせよチャイコフスキーは、放棄した2楽章を使い回すつもりでいたのか、それとも何か新しく書き起こすつもりだったのか? すべての疑問は、チャイコフスキーの死後間もなく当て推量になった。そのころ第2楽章と第3楽章は草稿の形で放置されたままだった。

## ピアノ協奏曲第3番の楽章数
モデスト・チャイコフスキーは兄の死後、兄の友人でかつての門弟であったセルゲイ・タネーエフに、未完成のまま残された作品のスケッチを仕上げるように頼んだ。1894年11月にタネーエフは、ピアノ協奏曲に転用されるはずだった緩徐楽章と終楽章の調査に手を着け、モデストに次のように書き送っている。
「ピョートル・イリィチのノートから、未来のピアノ曲の2楽章のスケッチを書き写しました。まず私は浄書して、それからそれらのオーケストレーションに取りかかっています。〈アンダンテ〉は惚れ惚れしますが、惜しむらくはピョートル・イリィチはこれを管弦楽のために残したのではなく、ピアノ曲に編曲していたのです。」
その後の作業は、疑いなくかなりの時間を要した。タネーエフとモデストの2人は、この楽曲をどのように出版してよいのか頭を抱えていた。チャイコフスキーの当初の1892年の発想に戻って、交響曲の2楽章とすべきか、それともピアノと管弦楽のための2楽章として完成させるべきかで悩んだのである。
明らかにタネーエフとモデストは、初めのうちは、純粋に管弦楽曲とする方向を究めようと決めていた。後者のもう一人の友人であるアレクサンドル・ジロティは、1895年4月にモデストにこのように書き送っているからである。
「大いに悔やまれるのは、『アンダンテとアレグロ』がピアノ曲として出版されないということです。」
ジロティの発言に影響されたのか、それとも単にタネーエフとモデストが自分たちで考え直したのかはともかくも、結局タネーエフは協奏曲形式に改作した。1895年8月24日にタネーエフはモデストに、「ピョートル・イリィチのピアノ曲の管弦楽化を終えました。私はモスクワに着き次第、最後の仕上げをしたら総譜をあなたに手渡します」と報せている。だが、総譜の改訂は遅々として進まなかった。タネーエフは、1896年2月26日付けの私信の中で、「それはもうじき調います」と約束しているからである。
この2楽章をどのような順序でどうやって出版すべきかも問題であった。すでにユルゲンソン社が、協奏曲の開始楽章を独立した楽曲として出版してしまっていたという事実のために、この話は厄介になったのである。モデストとタネーエフは、結局『アンダンテとフィナーレ』を、演奏会用序曲『運命』『嵐』ならびに交響的バラード『地方長官』とまとめて、ベリャーエフ社に委託した。
ミトロファン・ベリャーエフからタネーエフ宛ての書簡の中で、『アンダンテとフィナーレ』をどのように出版すべきかという問題がもう一度浮かび上がった。ベリャーエフは言う。
「この2楽章は管弦楽曲として出版すべきだと仰言いますが、管見によると、そんなことは後でもできるのです。小生としましては、資料を頂戴したい。印刷工程を中断させずに済むように。」
ベリャーエフは4月27日付けの書簡においても問題を提起している。
「関連する疑問点です。ユルゲンソンがとっくに第1楽章を出版してしまっているのですから、弊社では、ピョートル・イリィチのピアノ協奏曲の未発表の2つの楽章をどうやって出版するのがよろしいでしょうか? 協奏曲の放棄された2楽章とは、とても呼べたものではないでしょう! でも、たとえば『2楽章の第4ピアノ協奏曲』や『2つの演奏会用小品』などと、独立した楽曲として出版してもよろしいですか？それとも、未完成の交響曲からの2つの楽章として、管弦楽曲形式でなければ、出版するのはまずいでしょうか?」
結局ベリャーエフ社は、1897年にタネーエフ版の『アンダンテとフィナーレ』（すなわちピアノと管弦楽のための版）を出版した。『ピアノ協奏曲第3番』とは別個の作品だが、ゆかりのある作品として発表されたため、ユルゲンソンが協奏曲に作品75という番号を付けたのに対して、『アンダンテとフィナーレ』は作品79という番号が付けられた。初演は1897年2月8日にサンクトペテルブルクにおいて、タネーエフをソリストとして行われた。
タネーエフは1898年10月17日に、モスクワで開かれたミトロファン・ベリャーエフ主催の「ロシア交響楽演奏会」において、『アンダンテとフィナーレ』を再演した。指揮はニコライ・リムスキー＝コルサコフだった。タネーエフは、この演奏会では、ピアノ・パートをいくらか手直しした。
「私は、ピョートル・イリィチが書いたすべての音符を残しておきましたが、ピアニストがもっと興味をそそられるように手を入れました。私の見たところでは、そのほうがこの協奏曲はうまくいきそうだからです。」

## 楽曲
先述のように、チャイコフスキーが『ピアノ協奏曲第3番』を正規の3楽章の協奏曲として完成させるつもりで、アンダンテ楽章と終楽章をそのまま使おうとしたのか、それとも新たに作曲し直そうとしたのかは、結局のところ全く想像の域を出ない。作品75と作品79を併せればチャイコフスキーの意図した範疇の完全な協奏曲になると受け取ることは誤解になりかねない、とチャイコフスキー研究家のジョン・ウォーラックが訴えている。
「現存しているのは、チャイコフスキーが計画中のいくつかの楽想を、協奏曲形式で再構成したものではあっても、チャイコフスキーの純然たるピアノ協奏曲ではないのである。」
ウォーラックはさらに言う。
「タネーエフは引き継いだ時、アンダンテ楽章の楽器法を、木管楽器、ホルン、弦楽器に切り詰めたが、終楽章では手を入れずに通常の編成に戻した。チャイコフスキー流の楽器法によって為し遂げられた知的な考えではあるのだが、時としてパロディに方向転換する。〈アンダンテ〉は単純な歌曲風の楽章だが、中間部ではチェロ独奏とピアノの対話が導入され、非常に説得力あるチャイコフスキー風の流儀でこのデュエットが扱われる。」
「（〈アレグロ・ブリランテ〉楽章は）終楽章より成功している。軍楽風の終楽章“アレグロ・マエストーゾ”は、交響曲の総括にはほとんどなり得なかったのだから、その役目を協奏曲で割り振られても、ほとんど無力なのである。最も素直な反応は、チャイコフスキー本人がこの楽章を放棄したことを思い出すことである。タネーエフは忠誠心がすぎたのだ。この楽曲をどう扱うかという問題の最もよい解決法は、《ピアノ協奏曲 第3番》をチャイコフスキーが遺した通り、単一楽章の作品として演奏することだ。演奏会では、ソリストの要望とあらば、何かもう一つの小規模な協奏曲を付け足して、プログラムの目玉にできるという利点もあろう。」

### 楽曲編成
独奏ピアノ、フルート2、オーボエ2、クラリネット2、ファゴット2、ホルン4、トランペット2、トロンボーン3、チューバ、ティンパニ、スネアドラム、シンバル、弦楽合奏。
『ピアノ協奏曲第3番』とほぼ同じだが、打楽器が追加されている。

### 楽曲構成
1. アンダンテ：変ロ長調、4分の3拍子。三部形式。
2. フィナーレ：アレグロ・マエストーゾ、変ホ長調、4分の4拍子。コーダの付いたロンド形式。